# Sphenophryne cornuta
Sphenophryne cornuta – gatunek płaza bezogonowego z rodziny wąskopyskowatych (Microhylidae). Występuje na Nowej Gwinei od półwyspu Ptasia Głowa w Indonezji do gór Adelbert Range w Papui-Nowej Gwinei. Zamieszkuje wilgotne lasy do wysokości 1500 n.p.m. Spotykana również w ogrodach i zdegradowanych lasach. Jest gatunkiem lądowym i prowadzącym nocny tryb życia. W dzień ukrywa się pod ściółką leśną. Rozwój kijanek odbywa się na grzbiecie samca. Płaz ten nie jest zagrożony wyginięciem. W Czerwonej księdze gatunków zagrożonych Międzynarodowej Unii Ochrony Przyrody i Jej Zasobów został zaliczony do kategorii LC (najmniejszej troski).